# طب الغدد الصماء في الأطفال
طب الغدد الصماء في الأطفال (الإنجليزية البريطانية: لدى الأطفال) هو اختصاص طبي فرعي يتعامل مع التغيرات في النمو الجسدي والنمو الجنسي في مرحلة الطفولة بالإضافة إلى داء السكري والاضطرابات الأخرى الخاصة بالغدد الصماء.
وعلى حسب العمر، يتوقف علاج الغدد الصماء في الأطفال على الفئة العمرية للمريض، إذ تختلف العناية من سن الرضاعة إلى مرحلة المراهقة المتأخرة ومرحلة البلوغ.
وحسب المرض، فإن المرض الأكثر شيوعًا للاختصاص هو النوع الأول من داء السكري والذي يمثِّل عادةً 50 في المائة على الأقل من الممارسة الإكلينيكية النموذجية. وتتمثل المشكلة الثانية الأكثر شيوعًا في اضطرابات النمو، ولا سيما تلك القابلة لمعالجة هرمون النمو. وعادةً ما يكون خبراء الغدد الصماء الخاصة بالأطفال هم الأطباء الأوليين المعنيين بتقديم الرعاية الطبية للمواليد والأطفال الذين يعانون من اضطرابات الخنوثة. ويتعامل التخصص أيضًا مع نقص سكر الدم والأشكال الأخرى من فرط سكر الدم في مرحلة الطفولة، والتغيرات في البلوغ، بالإضافة إلى المشاكل المتعلقة بـالغدة الكظرية، والغدة الدرقية، والغدة النخامية. يتمتع العديد من خبراء الغدد الصماء المعنيين بالأطفال بأن لديهم اهتمامات وخبرات في عمليات أيض العظام، أو أيض الدهون أو أمراض النساء لدى المراهقات، أو العيوب الموروثة للأيض.
في الولايات المتحدة وكندا، يعتبر تخصص الغدد الصماء للأطفال اختصاصًا فرعيًا للمجلس الأمريكي لطب الأطفال أو المجلس الأمريكي للاعتلال العظمي الخاص بالأطفال، مع شهادة زمالة مهنية بعد تدريب الزمالة. وهو تخصص صغير نسبيًا ومعرفي بشكل أساسي، مع بعض الإجراءات فضلاً عن التركيز بشكل خاص على التقييم التشخيصي.
معظم خبراء علم الغدد الصماء الخاص بالأطفال في أمريكا الشمالية والآخرين من شتى أرجاء العالم يمكنهم تتبع تسلسلهم المهني حال مقارنتهم بلوسون ويلكنز، الذي يلعب دورًا رائدًا في تخصص قسم طب الأطفال بكلية جونز هوبكنز الطبية وهاريت لين هوم في بالتيمور في الفترة ما بين أواخر الأربعينيات ومنتصف الستينيات.
ء
سميت الجمعية المهنية الرئيسية بأمريكا الشمالية في الأصل جمعية لوسون ويلكنز للغدد الصماء لدى الأطفال  والتي تسمى الآن جمعية الغدد الصماء لدى الأطفال. وتتضمن الجمعيات الأخرى الراسخة المعنية بالغدد الصماء لدى الأطفال الجمعية الأوروبية للغدد الصماء لدى الأطفال والجمعية البريطانية للغدد الصماء لدى الأطفال، والمجموعة الأسترالية للغدد الصماء لدى الأطفال والجمعية اليابانية للغدد الصماء لدى الأطفال. وتستمر الجمعيات المهنية الخاصة بالتخصص في التزايد.
يتألف تدريب التخصص في الغدد الصماء لدى الأطفال من 2 إلى 3 أعوام من الزمالة بعد إكمال 3 أعوام من فترة التخصص في طب الأطفال. وتعتبر الزمالة والتخصص متخصصين في البحوث ومستندين إلى الدراسات الأكاديمية بشكل مكثف، على الرغم من كونهما أقل الآن من العقود الماضية.

## وصلات خارجية
- Video of Pediatric Papillary Thyroid Carcinoma presented at the UW-Madison Health Sciences Learning Center by Geoffrey B. Thompson, MD, professor of surgery at Mayo Clinic.